# Daiva Brasiūnaitė
Daiva Brasiūnaitė (* 21. Dezember 1977) ist eine litauische Politikerin, stellvertretende Finanzministerin des Landes.

## Leben
Nach dem Abitur 1995 an der  Mittelschule Vilnius  absolvierte  sie von 1995 bis 1999 das Bachelorstudium und von 1999 bis 2001 das Masterstudium der Wirtschaft an der Fakultät für Wirtschaft der Universität Vilnius.
Von 1998 bis 2002 war sie Oberökonom, von 2002 bis 2007 Leiterin der Unterabteilung und von 2007 bis 2016 stellv. Direktorin im Steuerdepartment sowie 2016 Direktorin des Steuerpolitikdepartments	am Finanzministerium Litauens. Seit 22. Dezember 2016 ist sie als stellvertretende Finanzministerin von Vilius Šapoka im Kabinett Skvernelis tätig.